# سال اژدها
سال اژدها (انگلیسی: Year of the Dragon) فیلمی در ژانر جنایی، اکشن، مهیج و درام به کارگردانی مایکل چیمینو است که در سال ۱۹۸۵ منتشر شد. از بازیگران آن می‌توان به میکی رورک، جان لون، ریموند جی. بری و ویکتور وانگ اشاره کرد.

## خلاصه فیلم
"جوئی تای" جوان با استفاده از خشونت بی‌اندازه، به ریاست مافیای چینی در نیویورک دست می‌یابد. "استنلی وایت" پلیسی کهنه‌کار مسئول محله چینی‌ها می‌شود. هر دو مصمم هستند تا قوانین قدیمی حاکم را بشکنند...